# Ден
Ден (фр. Desnes) насеље је и општина у источној Француској у региону Франш-Конте, у департману Јура која припада префектури Лон ле Соније.
По подацима из 2011. године у општини је живело 475 становника, а густина насељености је износила 52,43 становника/km². Општина се простире на површини од 9,06 km². Налази се на средњој надморској висини од 204 метара (максималној 226 m, а минималној 201 m).

## Демографија
| 1962. | 1968. | 1975. | 1982. | 1990. | 1999. | 2011. |
| ----- | ----- | ----- | ----- | ----- | ----- | ----- |
| 313   | 323   | 323   | 328   | 367   | 425   | 475   |

График промене броја становника у току последњих година